# سيو تشانغبين
سيو تشانغ بين [ هانغل: 서창빈 ] والمعروف أيضا بـ تشانقبين ولد في 11 أغسطس 1999 في مدينة يونغين، كوريا الجنوبية وهو مغني الراب الرئيسي للفرقة الكورية ستراي كيدز. أيضا عضو بالوحدة الفرعية الغير مترسمة ستراي كيدز.